# الدوري الإسباني الدرجة الثانية 1958–59
دوري الدرجة الثانية الإسباني 1958–59 (بالإسبانية: Segunda División de España 1958-59)‏ هو موسم من دوري الدرجة الثانية الإسباني. فاز فيه ريال بلد الوليد.